# 北九州市立大学の人物一覧
北九州市立大学の人物一覧は、北九州市立大学に関係する人物の一覧記事。

## 著名な教職員
Category:北九州市立大学の教員
- 石原進 - 元理事
- 阿南惟正 - 元理事長
- 国武豊喜 - 元副学長、国際環境工学部教授、第5回産学官連携功労者表彰文部科学大臣賞受賞、学士院賞（2001年）
- 松尾太加志 - 前学長、教授
- 中道寿一 - 政治学、名誉教授
- 田村慶子 - 政治学、教授
- 小林道彦 - 歴史学、名誉教授
- 久木尚志 - 歴史学、教授
- 佐木隆三 - ノンフィクション作家、特任教授、北九州市立文学館名誉館長
- 君原健二 - 元マラソン選手、メキシコ五輪銀メダリスト。特任教授
- マーフィ・ロバート - 基盤教育センター講師、脳科学兼英語教育研究者、バイリンガルパーソナリティ、ローカルタレント、脳科学兼英語教育学会創立者[1]

## 著名な卒業生
Category:北九州市立大学出身の人物

### 政治
- 東順治 - 公明党衆議院議員（1990-1996,1998-2012）、元公明党副代表、元防衛政務次官、外国語学部卒
- 本田良一 - 民主党参議院議員（1998-2004）、元参議院沖縄及び北方問題に関する特別委員長、外国語学部卒
- 横光克彦 - 立憲民主党衆議院議員（1993-2012,2017-）、元環境副大臣、俳優、外国語学部卒
- 大家敏志 - 自由民主党参議院議員（2010-）、財務副大臣、法学部卒
- 田村貴昭 - 日本共産党衆議院議員（2014-）、元北九州市議会議員、法学部卒
- 堀江隆臣 - 熊本県上天草市長 (2014-)、商学部卒
- 高良沙哉 - 無所属参議院議員（2025-）、法学部卒、同大学院法学研究科修士課程修了、同大学院社会システム研究科博士後期課程修了

### 経済
- 石橋博良 - ウェザーニューズ創業者・代表取締役会長兼社長、外国語学部卒
- 岩元美智彦 - 日本環境設計創業者・代表取締役会長、アショカ・フェロー、ベスト・ファーザー イエローリボン賞、商学部卒
- 森本昌憲 - 藤田観光代表取締役社長、藤田美術館理事長、日本ホテル・レストランサービス技能協会会長、外国語学部卒
- 矢野龍 - 住友林業代表取締役社長、都市緑化機構会長、日本木造住宅産業協会会長、外国語学部卒
- 米田幸正 - サマンサタバサジャパンリミテッド代表取締役社長、エステー代表執行役社長、スギホールディングス代表取締役社長、外国語学部卒

### 学術
- 岩下明裕（1989大学院法学研究科修士課程） - 北海道大学スラブ・ユーラシア研究センター長・教授（※学部は九州大学）
- 西川清之（1976商学部経営学科） - 龍谷大学教授
- 岡本久人（外国語学部） - 九州国際大学客員教授
- 山下睦男（1969商学部） - 九州国際大学元学部長、東北財経大学名誉教授、商学部卒
- 廣末登（2001法学部法律学科、2005大学院法学研究科法律学専攻修士課程、2008大学院社会システム研究科地域社会専攻博士後期課程修） - 久留米大学元非常勤講師、法学部卒
- 郡司健（1969商学部経営学科） - 大阪学院大学教授、商学部卒
- 薮田雅弘（1976商学部経済学科） - 中央大学教授、商学部卒
- 田中廣滋（1972商学部） - 中央大学教授、元日本応用経済学会会長
- 宮松浩憲（1969外国語学部英米学科） - 久留米大学客員教授、日本翻訳出版文化賞受賞、外国語学部卒
- 野津治仁（文学部英文学科） - 東京外国語大学講師、ネパール語翻訳者
- 山脇直祐（2009大学院社会システム研究科博士課程） - 北九州市立大学大学院講師

### 文化
- 芝竹夫 - 教育者、著述家、社会運動家、外国語学部卒
- 立石泰則 - ノンフィクション作家、第15回講談社ノンフィクション賞受賞、商学部卒
- 山本甲士 - 小説家、第16回横溝正史ミステリ大賞優秀作、第13回小川未明文学賞優秀賞、法学部卒
- 大矢博子 - ライター、書評家、日本推理作家協会員、外国語学部卒
- 松尾龍之介 - 漫画家、評論家。元日蘭学会会員、外国語学部卒
- ふるまいよしこ - ジャーナリスト、外国語学部卒
- 鈴木千晶 - フェルト人形作家、外国語学部卒

### 芸能
- 岡本啓 - 九州のローカルタレント
- 引田香織 - 学生シンガーソングライター、文学部卒
- 立山律子 - CROSS FMナビゲーター、外国語学部卒
- 田部俊彦 - ジャズミュージシャン
- 三遊亭わん丈 - 落語家、文学部卒
- 中嶋優月 - 櫻坂46[2]

### スポーツ
- 中田賢一 - 元プロ野球選手（元中日ドラゴンズ、福岡ソフトバンクホークス）現在福岡ソフトバンクホークス投手コーチ、経済学部（夜間）卒
- 藤原清美 - スポーツライター、文学部卒
- 森山良二 - 元プロ野球選手・西武ライオンズ元投手、現福岡ソフトバンクホークス三軍監督（中退）
- 平田真吾 - プロ野球選手・カラチ・モナークス投手
- 益田武尚 - プロ野球選手。広島東洋カープ投手
- 梶原有司 - 北海道日本ハムファイターズブルペン捕手（中退）
- 鳥井田淳 - 福岡ソフトバンクホークストレーナー、法学部卒

### アナウンサー
- 丹友美 - NHK北九州放送局元キャスター、NHK松山放送局キャスター
- 都築さやか - テレビ西日本とべとべHAWKSキャスター、法学部卒
- 戸谷光照 - テレビ朝日元アナウンサー
- 中西一清 - RKB毎日放送アナウンサー、外国語学部卒
- 山下末則 - 宮崎放送元アナウンサー、日本テレビ元アナウンサー、外国語学部卒
- 長崎真友子 - 九州朝日放送アナウンサー、外国語学部卒
- 岡野唯 - 宮崎放送アナウンサー、法学部卒
- 高嶋和代 - 大分朝日放送元アナウンサー、文学部卒
- 本田祐美 - RKS山陽放送元アナウンサー
- 岩下克樹 - あいテレビアナウンサー、テレビ宮崎元アナウンサー
- 亀谷哲也 - RNC西日本放送アナウンサー
- 山崎香奈 - TVQ九州放送アナウンサー、鹿児島読売テレビ元アナウンサー